# モノグラフ
モノグラフ（英: monograph）、モノグラフィーとは、ある一つの主題に関する研究を記した本や論文のことである。
モノグラフは単行書であるが、逐次刊行物として出版されることもあり、これをモノグラフシリーズという。図書館学においてモノグラフシリーズは単行書と逐次刊行物の境界領域に位置付けられる。

## 社会科学
社会科学では、ある個人や集団、テーマを多角的に分析・調査したレポートをいう。

## 生物学
生物の分類学では、全世界（あるいは特定地域）に生息する特定分類群の全種を網羅して分類学的に検討し、記載した総説論文をモノグラフと呼ぶ。生物の種は新種が発見されると逐次的に記載が行われることが多いので、どんな種が見つかっているか、それらはどのような点で異なるかという情報は多くの論文にまたがって存在することになる。モノグラフはそれらを総合した上で検討を加えたものとなる。その過程では先行論文を精査すると同時に実際の標本の検討も行われ、新たな種が発見されることも多く、従って新種記載をも含むことが珍しくない。
モノグラフより部分的な内容を扱ったものはレビジョン（英: revision、「分類学的再検討」と訳される）と呼ばれる。